# 陈楚卿
陈楚卿，中华人民共和国政治人物、全国脱贫攻坚先进个人。

## 生平
陈楚卿任惠来县葵潭镇政府经济发展服务中心主任。因在脱贫攻坚战中作出突出贡献，2021年2月25日全国脱贫攻坚总结表彰大会上，陈楚卿被授予“全国脱贫攻坚先进个人”。